# 藤井村 (山梨県)
藤井村（ふじいむら）は山梨県北巨摩郡にあった村。現在の韮崎市藤井町各町にあたる。

## 地理
- 河川：塩川

## 歴史
- 1940年（昭和15年）11月10日 - 駒井村・下条村が合併して発足。
- 1954年（昭和29年）10月10日 - 韮崎町・穂坂村・清哲村・神山村・大草村・竜岡村・旭村・中田村・穴山村・円野村と合併して韮崎市が発足。同日藤井村廃止。

## 交通

### 鉄道路線
村域を日本国有鉄道中央本線が通過したが、駅は所在しなかった。